# Sphagnum quinquefarium
Sphagnum quinquefarium là một loài rêu trong họ Sphagnaceae. Loài này được (Lindb.) Warnst. mô tả khoa học đầu tiên năm 1886.